# Torre Bormida
Torre Bormida là một đô thị tại tỉnh Cuneo trong vùng Piedmont của Italia, vị trí cách khoảng 70 km về phía đông nam của Torino và khoảng 50 km về phía đông bắc của Cuneo. Tại thời điểm ngày 31 tháng 12 năm 2004, đô thị này có dân số 216 người và diện tích 7,7 km².
Torre Bormida giáp các đô thị: Bergolo, Bosia, Cortemilia, Cravanzana, Feisoglio và Levice.